# Championnat des moins de 17 ans de la CONMEBOL 2011
Navigation
Chili 2009 Argentine 2013
Le Championnat des moins de 17 ans de la CONMEBOL 2011 est la quatorzième édition du Championnat des moins de 17 ans de la CONMEBOL qui a eu lieu en Équateur du 12 mars au 9 avril 2011. Ce tournoi sert de qualification pour la Coupe du monde des moins de 17 ans, organisée au Mexique durant l'été 2011 : les 4 premiers sont directement qualifiés.

## Résultats
La confédération sud-américaine ne compte que 10 membres, il n'y a donc pas d'éliminatoires; toutes les sélections participent au premier tour, où elles sont réparties en 2 poules de 5 et s'y rencontrent une fois. À l'issue du premier tour, le premier de chaque poule se qualifient pour la finale tandis que les 2e et 3e de chaque groupe participe à la poule de classement où chaque équipe rencontre 1 fois chacun de ses adversaires. 

### Premier tour

#### Poule 1
| Rang | Équipe    | Pts | J | G | N | P | Bp | Bc | Diff |  | Résultats (▼ dom., ► ext.) |  |     |     |     |     |
| ---- | --------- | --- | - | - | - | - | -- | -- | ---- |  | -------------------------- |  | --- | --- | --- | --- |
| 1    | Argentine | 9   | 4 | 3 | 0 | 1 | 10 | 4  | +6   |  | Argentine                  |  | 2-0 | 1-2 | 4-2 | 3-0 |
| 2    | Équateur  | 7   | 4 | 2 | 1 | 1 | 4  | 4  | 0    |  | Équateur                   |  |     | 1-0 |     | 2-1 |
| 3    | Uruguay   | 6   | 4 | 2 | 0 | 2 | 4  | 5  | -1   |  | Uruguay                    |  |     |     | 0-3 |     |
| 4    | Pérou     | 4   | 4 | 1 | 1 | 2 | 8  | 9  | -1   |  | Pérou                      |  | 1-1 |     |     | 2-4 |
| 5    | Bolivie   | 3   | 4 | 1 | 0 | 3 | 5  | 9  | -4   |  | Bolivie                    |  |     | 0-2 |     |     |

#### Poule 2
| Rang | Équipe    | Pts | J | G | N | P | Bp | Bc | Diff |  | Résultats (▼ dom., ► ext.) |     |     |  |     |     |
| ---- | --------- | --- | - | - | - | - | -- | -- | ---- |  | -------------------------- | --- | --- |  | --- | --- |
| 1    | Brésil    | 9   | 4 | 3 | 0 | 1 | 12 | 7  | +5   |  | Brésil                     |     | 1-2 |  | 2-1 | 4-3 |
| 2    | Paraguay  | 9   | 4 | 3 | 0 | 1 | 9  | 5  | +4   |  | Paraguay                   |     |     |  | 3-0 | 3-1 |
| 3    | Colombie  | 7   | 4 | 2 | 1 | 1 | 7  | 8  | -1   |  | Colombie                   | 1-5 | 3-1 |  | 2-2 | 1-0 |
| 4    | Chili     | 4   | 4 | 1 | 1 | 2 | 5  | 8  | -3   |  | Chili                      |     |     |  |     | 2-1 |
| 5    | Venezuela | 0   | 4 | 0 | 0 | 4 | 5  | 10 | -5   |  | Venezuela                  |     |     |  |     |     |

### Poule de classement
| Rang | Équipe    | Pts | J | G | N | P | Bp | Bc | Diff |  | Résultats (▼ dom., ► ext.) |     |     |     |     |     |     |
| ---- | --------- | --- | - | - | - | - | -- | -- | ---- |  | -------------------------- | --- | --- | --- | --- | --- | --- |
| 1    | Brésil    | 13  | 5 | 4 | 1 | 0 | 10 | 4  | +6   |  | Brésil                     |     | 0-0 |     | 3-1 | 1-0 | 3-1 |
| 2    | Uruguay   | 9   | 5 | 2 | 3 | 0 | 8  | 5  | +3   |  | Uruguay                    |     |     |     |     | 3-2 |     |
| 3    | Argentine | 7   | 5 | 2 | 1 | 2 | 7  | 7  | 0    |  | Argentine                  | 2-3 | 1-1 |     | 1-2 | 2-1 | 1-0 |
| 4    | Équateur  | 6   | 5 | 1 | 3 | 1 | 6  | 7  | -1   |  | Équateur                   |     |     | 1-1 |     | 0-0 | 2-2 |
| 5    | Colombie  | 4   | 5 | 1 | 1 | 3 | 5  | 7  | -2   |  | Colombie                   |     |     |     |     |     |     |
| 6    | Paraguay  | 1   | 5 | 0 | 1 | 4 | 5  | 11 | -6   |  | Paraguay                   |     | 1-3 |     |     | 1-2 |     |

### Équipes qualifiées pour la Coupe du monde
Les sélections qualifiées pour la prochaine Coupe du monde sont :
- Argentine
- Brésil
- Équateur
- Uruguay

### Meilleurs buteurs
6 buts
- Juan Mascia

5 buts
- Mauro Caballero

4 buts
- Federico Andrada
- Robert Royer Silva
- Leo
- Fabián Cuero
- Cristian Garcés

## Sources et liens externes